# Alta Vista (Kansas)
Pour les articles homonymes, voir Alta Vista.
Alta Vista est une municipalité américaine située dans le comté de Wabaunsee au Kansas.
Lors du recensement de 2010, sa population est de 444 habitants. La municipalité s'étend alors sur une superficie de 0,36 mille carré (0,93 km2).
La localité est fondée en 1886. Elle porte les noms de Pike, Cable City puis Alta Vista à partir de 1887 et l'arrivée du Chicago, Kansas and Nebraska Railroad. Son nom provient de sa situation géographique, dominant les vallées de la Kaw et de la Neosho. Alta Vista devient une municipalité en 1905.